# SEAT 128
SEAT 128 – dwudrzwiowe coupé zbudowane na licencji FIATA 128, produkowane w latach 1976–1980. Z powodu nikłego zainteresowania zniknął z oferty na długo przed wycofaniem FIATA 128.
Produkcja zakończyła się na początku 1980 roku, gdy powstały ostatnie pojedyncze egzemplarze. Łącznie wyprodukowano 32093 sztuki.